# Poniatowa (stacja kolejowa)
Poniatowa – czołowa stacja kolejowa w Poniatowej, w województwie lubelskim, w Polsce. Stacja należy do Nałęczowskiej Kolei Dojazdowej. Jest jedynym rejestrowanym zabytkiem miasta. 
Obecnie stacja obsługuje ruch turystyczny na Nadwiślańskiej Kolejki Wąskotorowej. Na stacji znajduje się dworzec wybudowany w 1953 roku w stylu dworku polskiego. Po zawieszeniu regularnych przewozów został on zamieniony na budynek mieszkalny. W 2021 roku został wyremontowany. Obecnie znajduje się tam restauracja i pokoje noclegowe.

## Galeria

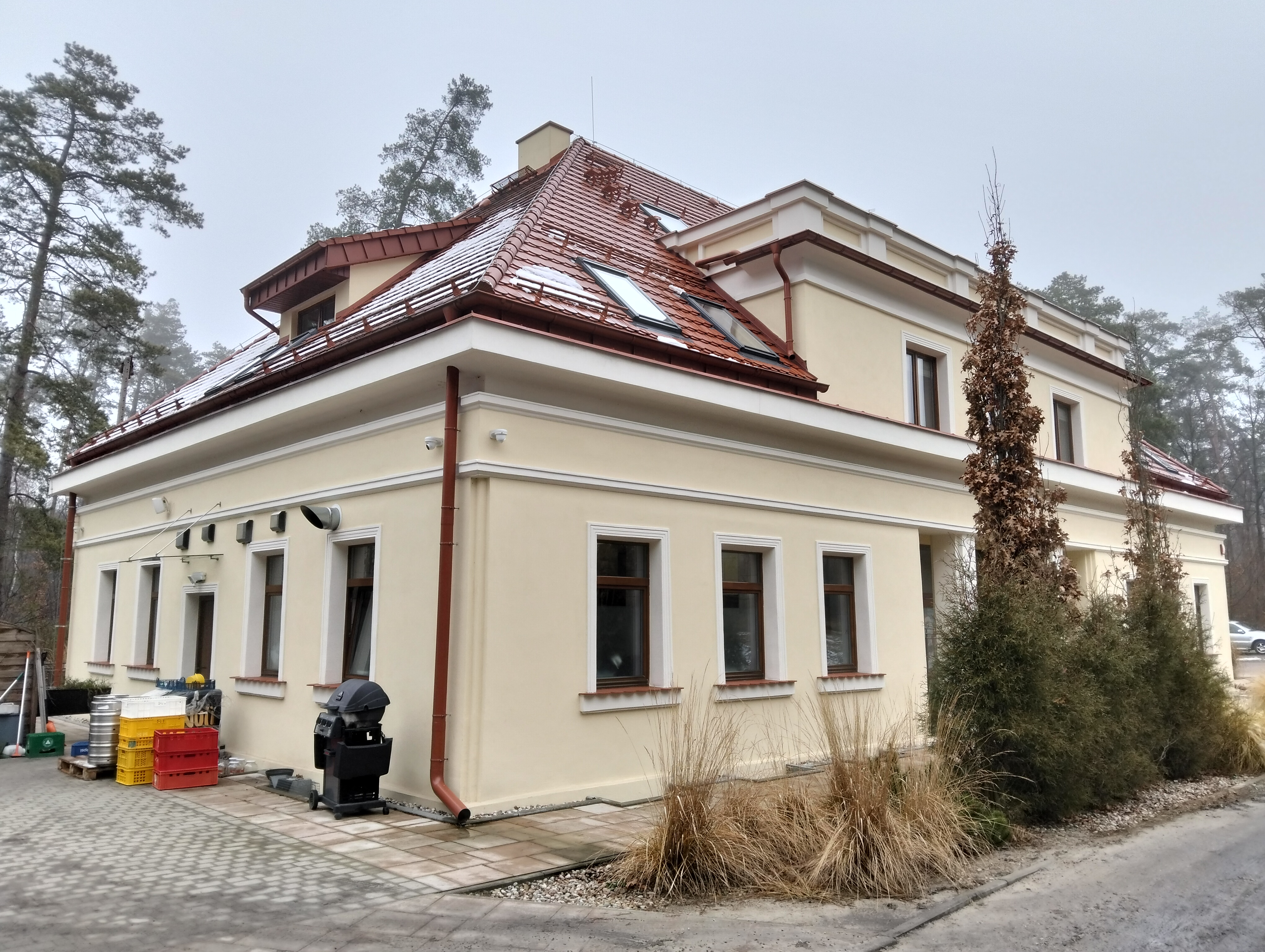
Widok od strony miasta
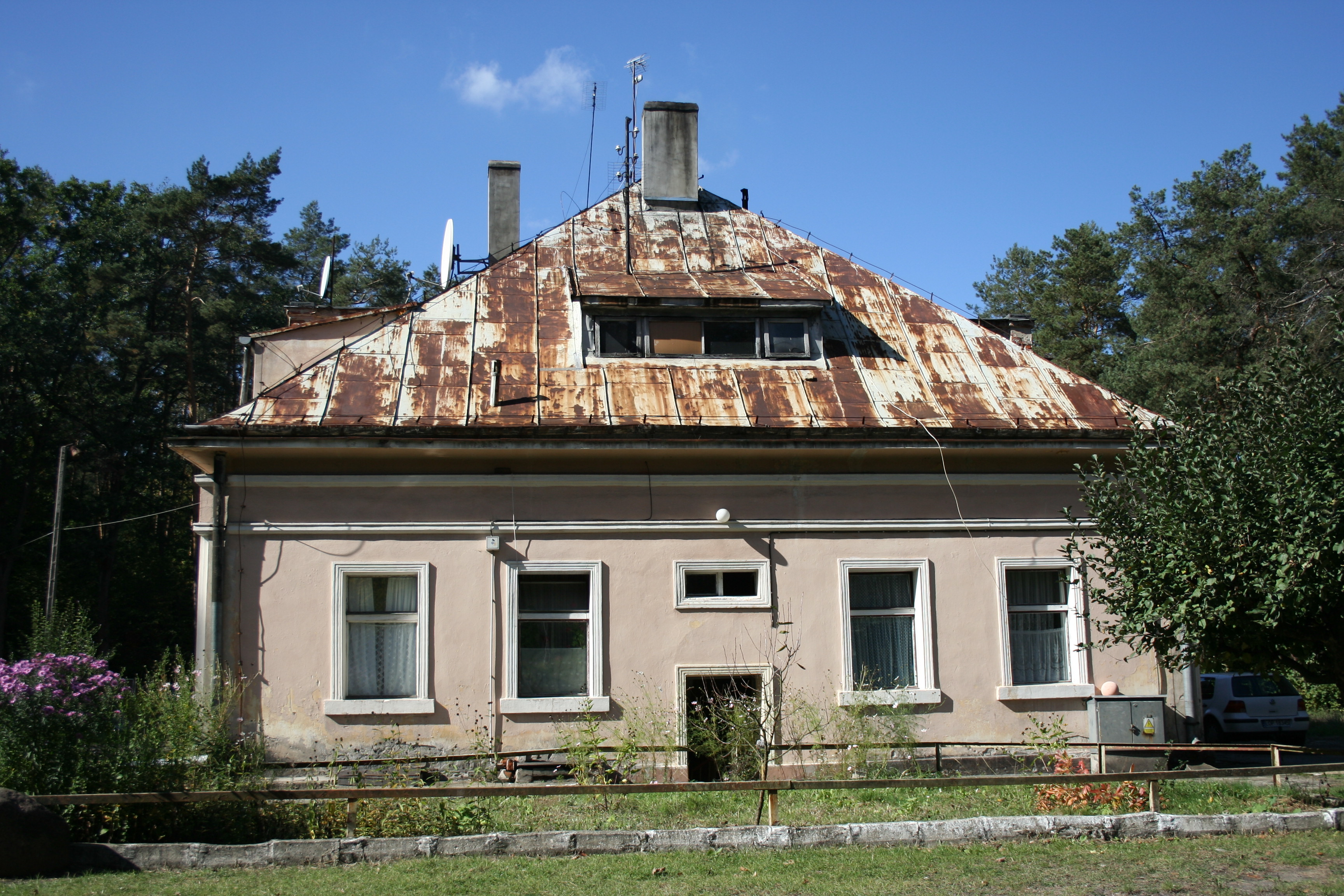
Dworzec przed remontem